# ماريا كالديرون
ماريا كالديرون (بالإسبانية: María Calderón)‏ هي ممثلة إسبانية، ولدت في 1611 في مدريد في إسبانيا، وتوفيت في 1646 في Valfermoso de las Monjas ‏ في إسبانيا.